# Караченцов, Николай Петрович
Никола́й Петро́вич Кара́ченцов (27 октября 1944, Москва, СССР — 26 октября 2018, Истра, Московская область, Россия) — советский и российский актёр театра и кино; народный артист РСФСР (1989), лауреат Государственной премии Российской Федерации (2003). Академик Российской академии кинематографических искусств «Ника».

## Биография

### Происхождение
Николай Караченцов родился 27 октября 1944 года в Москве, на Чистых прудах.
Отец — Пётр Яковлевич Караченцов (1907—1998) много лет проработал в журнале «Огонёк» художником-графиком, заслуженный художник РСФСР (1967).
Мать — Янина Евгеньевна Бруна́к (1913—1991), балетмейстер-постановщик, ставила спектакли в крупнейших музыкальных театрах, участвовала в постановке спектаклей в Большом театре, Казанском музыкальном театре, Музыкальном театре Улан-Батора в Монголии, вела балетное училище и организовала Первый национальный ансамбль Вьетнама, работала в Сирии, в Лондоне.

### Творческая жизнь

#### Театр
В 1963 году поступил в Школу-студию МХАТ (курс В. К. Монюкова), которую окончил с отличием в 1967 году. Член КПСС с 1968 года. Его роли в студенческих спектаклях «Метелица» и «Иван Васильевич» получили высокую профессиональную оценку.
Обычно выпускников школы автоматически «распределяли» во МХАТ, но в 1967 году в Театре имени Ленинского комсомола (с 1991 года — «Ленком»), в связи с уходом с поста главного режиссёра Анатолия Эфроса, сложилась катастрофическая ситуация недобора актёрского состава, и Караченцов в числе десяти лучших студентов был распределён в этот театр. Среди его первых работ — постановки, поставленные ещё Эфросом: спектакли «104 страницы про любовь», «Мой бедный Марат», «Снимается кино», «Страх и отчаяние в третьей империи», «Прощай, оружие!».
Приход в 1973 году в театр Марка Захарова перевернул жизнь театра. После успешной пробы Караченцова в первом спектакле «Автоград 21» (1973) Захаров пригласил актёра на главную роль Тиля Уленшпигеля в своём следующем спектакле «Тиль» (1974). Пьесу по роману Шарля де Костера сочинил драматург Григорий Горин, а музыку к постановке написал композитор Геннадий Гладков. Спектакль произвёл эффект разорвавшейся бомбы: острые реплики, непривычно смелые зонги. Великолепно сыгранный Караченцовым образ Тиля — шута, хулигана и бунтаря — стал «кумиром» советской молодёжи 1970-х годов, а роль Тиля Уленшпигеля принесла ему репутацию синтетического актёра — певец, мим и акробат. Из репертуара театра «Тиль» был снят лишь в 1991 году. Заслуженной известностью пользовалась также рок-опера композитора Алексея Рыбникова «Звезда и смерть Хоакина Мурьеты» (по мотивам поэтической драмы Пабло Неруды), поставленная Марком Захаровым в 1976 году. В ней Караченцов сыграл сразу две роли — главаря рейнджеров и Смерть. Эта постановка шла в театре вплоть до 1993 года.
Самой же известной театральной работой Караченцова является роль графа Резанова в рок-опере «Юнона и Авось» — спектакле, ставшем визитной карточкой «Ленкома». Премьера состоялась 9 июля 1981 года (музыка Алексея Рыбникова, либретто Андрея Вознесенского). Поскольку Караченцов на тот момент не обладал нужным уровнем вокального мастерства, он в процессе работы над спектаклем стал брать уроки у музыканта Павла Смеяна, который играл в «Юноне…» роль Главного сочинителя. При этом существовала своеобразная вокальная поддержка — во время спектаклей Смеян «вытягивал» за Караченцова высокие ноты, которые тот не мог взять.
В 1983 году спектакль был записан по трансляции для телевидения и в том же году знаменитый французский кутюрье Пьер Карден представил «Юнону и Авось» французской публике в театре «Эспас Карден» в Париже, затем последовали триумфальные гастроли по всему миру: спектакль был показан в США, Германии, Нидерландах и других странах. Караченцов стал одним из ведущих актёров Ленкома, Захаров начал привлекать его к участию во многих спектаклях. В театре Караченцов сыграл десятки ролей в постановках всех жанров: драмы, мюзиклы, комедии, рок-оперы. Его герои — совершенно разные по характеру, но всегда выразительные, запоминающиеся. Вниманием зрителей пользовались такие постановки с его участием, как «Оптимистическая трагедия», «Диктатура совести», «Школа для эмигрантов», «…Sorry», «Чешское фото». Среди последних театральных ролей актёра — светлейший князь Александр Меншиков в «Шуте Балакиреве» и Доменико Сориано в «Городе миллионеров».

#### Кино
В кино Николай Караченцов начал сниматься в 1967 году: первыми фильмами с его участием стали «Штрихи к портрету В. И. Ленина», «…И снова май». Но активно сниматься в кино он начал только после триумфа «Тиля». Марк Захаров не задействовал его в своих экранных работах, за исключением небольших ролей в телевизионных лентах «12 стульев» (1976) и «Дом, который построил Свифт» (1982). Тем не менее уже в начале своей кинокарьеры Караченцов сыграл одну из лучших своих ролей — Бусыгина в экранизации пьесы Александра Вампилова «Старший сын» (1975). Эта роль принесла ему первую известность. Начиная со второй половины 1970-х годов Караченцов становится одним из наиболее снимаемых актёров; все сложные каскадёрские трюки в картинах он всегда исполнял сам. В 1976 году он пробовался на роль Волка в музыкальную детскую картину «Мама», но в результате эту роль режиссёр Элизабета Бостан отдала Михаилу Боярскому. Николай Караченцов с равным успехом снимался в фильмах различных жанров — музыкальных, детских, приключенческих, драматических.
Популярности ему прибавили роли в таких картинах, как «Собака на сене», «Благочестивая Марта», «Ярославна, королева Франции», «Приключения Электроника», «Трест, который лопнул», «Белые росы», «Батальоны просят огня», «Человек с бульвара Капуцинов», «Раз, два — горе не беда!», «Криминальный квартет», «Светлая личность», «Дежа вю», «Ловушка для одинокого мужчины», «Чокнутые», «Петербургские тайны», «Королева Марго», «Досье детектива Дубровского», «Тайны дворцовых переворотов» и многие другие. Всего в послужном списке Николая Караченцова более 100 ролей в кино. Он также работал на дублировании зарубежных фильмов, озвучивал на русском языке многих персонажей французского актёра Жан-Поля Бельмондо. Кроме того, принимал участие в озвучивании многих мультфильмов, много работал на телевидении и радио.

### Общественная деятельность и увлечения
С начала 1990-х годов Караченцов долгие годы являлся председателем жюри фестиваля актёрской песни имени Андрея Миронова.
В 1991 году избирался секретарём Союза театральных деятелей России. Является академиком Российской академии кинематографических искусств «НИКА».
В 1994 году совместно со своим другом каскадёром и педагогом Николаем Астаповым создал в Красноармейске «Школу искусств Николая Караченцова» («ШИК»), в которой дети обучались в различных направлениях — от танцев до живописи, от фехтования до верховой езды. Но наибольших успехов они добились в степе.
Одним из главных увлечений Николая Караченцова был теннис. Он не раз становился участником ряда теннисных турниров, в том числе «Большой шляпы», «Марко-Гаррос», за кубок «Большого колпака».
В 1994 году в паре с телеведущим Борисом Ноткиным был допущен играть с первым президентом РФ Борисом Ельциным. Среди постоянных партнёров Караченцова по теннису были профессиональный теннисист и тренер Шамиль Тарпищев, вице-президент федерации тенниса Северо-Западного региона Игорь Джелепов, композитор Максим Дунаевский и поэт Юрий Ряшенцев.
Являлся членом партии «Единая Россия».
В 2014 году обвинил США в событиях Евромайдана и поддержал аннексию Крыма.

### Последние годы — автомобильная авария, болезнь и смерть
Около полуночи 27 февраля 2005 года Караченцову, находившемуся на даче в посёлке Валентиновка на северо-востоке Московской области, позвонила жена и сообщила, что её мать, Надежда Степановна Поргина (1922—2005), скончалась от рака. Вместе со свояком Андреем Кузнецовым Караченцов немедленно поехал к супруге в квартиру на юго-западе Москвы. Ночью, уже 28 февраля, в Москве, на обледенелой дороге Мичуринского проспекта напротив кинотеатра «Литва» автомобиль Volkswagen Passat B5, за рулём которого был Караченцов, попал в аварию. Караченцов вёл машину, не пристегнувшись ремнём безопасности и превышая допустимую скорость. Он резко затормозил, увидев впереди пути железнодорожного переезда. Машину развернуло и занесло сначала в бордюрный камень, а затем — в фонарный столб, удар пришёлся на переднюю левую стойку и водительскую дверь. В результате удара сработала подушка безопасности со стороны пассажира, но не со стороны водителя. Караченцов получил серьёзную черепно-мозговую травму и тупую травму живота, также у него были сломаны три ребра. Он был доставлен в больницу, где ему той же ночью была сделана трепанация черепа и проведена операция на головном мозге. Позже он был перевезён в Институт Склифосовского. 26 дней Караченцов пролежал в коме. В начале июня был переведён в Центр патологии речи и нейрореабилитации.
Лишь в мае 2007 года смог подняться на сцену, показавшись зрителям во время гала-концерта «Звёзды сошли с небес…» (по названию самой последней песни, записанной Караченцовым), на котором была презентация дисков с песнями из репертуара Караченцова. Режиссёром программы был Владислав Дружинин, поддержать коллегу пришёл ряд артистов. Тогда, в 2007 году, его супруга Людмила Поргина совместно с другом семьи продюсером Максимом Фёдоровым и директором Караченцова Мариной Ширшиковой выпустила «Антологию песен Николая Караченцова» (полное собрание на 12 компакт-дисках). Бо́льшую часть песенного материала продюсер Максим Фёдоров предоставил для проекта из своей личной коллекции, которую собирал в течение десяти лет. «Антология песен Николая Караченцова» вышла небольшим подарочным тиражом 1500 экземпляров.
1 октября 2009 года вновь появился перед публикой на презентации совместного с композитором Еленой Суржиковой компакт-диска «Я не солгу!» в сигарном клубе в ТЦ «Lotte Plaza», где, по словам Людмилы Поргиной, даже пробовал разные сорта сигар.
В марте-апреле 2011 года проходил курс лечения в одной из клиник Израиля. Было отмечено, что его речь улучшилась.
После лечения в трёх клиниках тибетской медицины в Москве Поргиной посоветовали отвезти мужа в Китай — в клинику восточной медицины.
В январе-мае 2013 года проходил курс лечения в клиниках Пекина. По данным НТВ, двухмесячное лечение в Китае травами, массажами и иглоукалыванием не принесло ожидаемых результатов, актёру стало только хуже — он стал передвигаться исключительно на коляске. Однако Поргина заявила, что лечение в Китае дало плоды: Караченцов снова начал ходить, и в сентябре они снова отправились в Пекин — в неврологическую клинику. Вторая поездка продолжалась месяц и обошлась в 36 000 $ — деньги на неё помогли собрать коллеги-актёры и режиссёры. Караченцову делали внутривенные вливания из трав, физиотерапию, массаж и иглоукалывание. После этой поездки, по словам жены, он стал более выносливым, начал самостоятельно ходить с палочкой по дачному участку, побывал в Санкт-Петербурге на опере в Мариинском театре.
В октябре 2013 года сыграл небольшой эпизод в фильме «Белые росы. Возвращение», где показано, как после долгого отсутствия его персонаж Василий возвращается домой к жене. Поскольку речь актёра после автокатастрофы была затруднена и он был достаточно слаб физически, эта эпизодическая роль была практически без слов. Фильм снимался в Минске и в Гродненской области на киностудии «Беларусьфильм».
26 октября 2014 года в театре «Ленком» прошёл юбилейный вечер «Я здесь!» (название — по первой строчке песни «Звёзды сошли с небес…», которую артист записал незадолго до аварии).
1 ноября 2014 года в Литературном кафе «Московского дома книги» прошёл творческий вечер Николая Караченцова, посвящённый выходу двойного компакт-диска «Лучшее и неизданное», приуроченного к 70-летию актёра.
5 июня 2015 года а также его друзья — композиторы Елена Суржикова и Рустам Неврединов, которые на протяжении многих лет писали для него песни, получили почётные награды от «Музея шансона» за вклад в развитие жанра.
12 октября 2016 года Московский фонд мира наградил золотым орденом «Служение искусству».

27 февраля 2017 года около 19:30 Караченцов вновь попал в серьёзное ДТП. Автомобиль Toyota Highlander под управлением жены Караченцова, в котором также находились сам Караченцов, родственница и медсестра, столкнулся с «Газелью» на перекрёстке улиц Пушкина и Дарвина в посёлке Загорянский Щёлковского района Московской области, неподалёку от дачи актёра. При столкновении автомобиль перевернулся. Караченцов был доставлен в больницу. 
 По версии очевидцев и водителя «Газели», экспедитора хлебозавода Бакбергена Жекшеналиева, обгон стоявшего на перекрёстке грузовика по встречной полосе совершал автомобиль Toyota. Людмила Поргина заявляла: «Я не поняла, мы ехали как в кино. Удар произошёл вот сюда, в этот момент и нас перевернуло, мы выскочили и перевернулись на бок». СМИ сообщали, что семья Караченцовых спешила в кинотеатр. По предварительной версии ГИБДД, виноват был водитель «Газели». Однако позднее правоохранительные органы выяснили, что Поргина находилась в состоянии алкогольного опьянения и пересекла сплошную полосу, грубо нарушив ПДД. По версии Поргиной, 0,3 промилле алкоголя, обнаруженные в её крови — остатки джин-тоника, выпитого ею накануне, а в день ДТП она ничего не ела, соблюдая православный пост. 3 марта 2017 года актёр был выписан из больницы.
В сентябре 2017 года у Караченцова была диагностирована неоперабельная раковая опухоль в левом лёгком. В начале октября 2018 года он был госпитализирован в 62-ю онкологическую больницу Москвы.
Скончался в реанимации 62-й онкологической больницы в 8 часов 50 минут в пятницу 26 октября 2018 года в канун своего 74-летия из-за отказа почек.
Президент России Владимир Путин и председатель Правительства России Дмитрий Медведев выразили соболезнования с кончиной актёра.
Прощание состоялось 29 октября в театре «Ленком». В тот же день отпевание актёра в столичном храме Воскресения Словущего на Успенском вражке в Брюсовом переулке, прихожанином которого он был, совершил Патриарх Московский и всея Руси Кирилл. Похоронен на Троекуровском кладбище (участок № 6). В день рождения артиста, 27 октября 2019 года, на его могиле был установлен памятник.

## Семья
Отец — Пётр Яковлевич Караченцов (14.08.1907—23.12.1998) — советский художник-график, иллюстратор, плакатист, член Союза художников СССР, Заслуженный художник РСФСР (1967).
Мать — Янина Евгеньевна Бруна́к (13.11.1913—1991) — балетмейстер-постановщик.
Младший брат (по отцу) — Пётр Караченцов (род. 7 апреля 1956) — художник, иллюстратор книг. Его работы есть в собрании Третьяковской галереи и в частных коллекциях России, США, Франции.
Жена (с 01.08.1975) — Людмила Поргина (род. 24 ноября 1948) — актриса, Заслуженная артистка РФ, прожили в браке 43 года.
Сын — Андрей Караченцов (род. 24 февраля 1978) — окончил МГИМО, адвокат, генеральный директор Культурного фонда Николая Караченцова.
Невестка — Ирина Васильевна Караченцова (урождённая Малышева; род. 14 мая 1978) — врач акушер-гинеколог, доцент, кандидат медицинских наук, преподаватель РНИМУ им. Пирогова, кафедра акушерства и гинекологии, руководитель программы повышения квалификации «Менеджмент в медицинском бизнесе».
Внук — Пётр Караченцов (род. 2002).
Внучка — Янина Караченцова (род. 2005), названа в честь матери Николая Караченцова Янины Евгеньевны Брунак. В 2014 году внучку и невестку Ирину сбил таксист «Хэппи такси» на автомобиле «Hyundai», лишённый прав за вождение в нетрезвом виде, травмы у Янины были незначительные — ушибы локтевых суставов и голени.
Внучка — Ольга Караченцова (род. 2015).

## Творческая деятельность

### Роли в театре Ленком
- 1967 — «Дым отечества» К. Симонова — Шурка Басаргин
- 1968 — «Прощай, оружие» по Э. Хемингуэю, постановка А. Гинзбурга, О. Чубайса — Солдат
- 1969 — «Золотой ключик» А. Толстого; постановка С. Штейна — Кот Базилио
- 1970 — «Суджанские мадонны» — Колька
- 1970 — «В день свадьбы» В. Розова; постановка А. Эфроса — Женя
- 1971 — «Мольер» по М. Булгакову — Шарлатан с клавесином, брат Силы
- 1972 — «Вера, Надежда, Любовь» А. Арбузова; постановка В. Монахова — Данила
- 1973 — «Колонисты» по А. Макаренко; постановка Ю. Мочалова — Карабанов
- 1973 — «Автоград 21»; постановка М. Захарова — хор
- 1974 — «Музыка на 11-м этаже» И. Ольшанского; постановка В. Монахова — Костя
- 1974 — «Тиль» Г. Горина по Ш. де Костеру; постановка М. Захарова — Тиль Уленшпигель
- 1974 — «Конец Хитрова рынка»; постановка В. Монахова и В. Всеволодова — Сеня Булаев
- 1976 — «Звезда и смерть Хоакина Мурьеты» рок-опера А. Рыбникова по поэме Пабло Неруды; постановка М. Захарова — Смерть и Главарь рейнджеров
- 1977 — «Гамлет» У. Шекспира; постановка А. Тарковского — Лаэрт
- 1979 — «Жестокие игры» А. Арбузова; постановка М. Захарова — Миша Земцов
- 1981 — «Юнона и Авось» рок-опера А. Рыбникова по поэме А. Вознесенского; постановка М. Захарова — граф Резанов
- 1983 — «Оптимистическая трагедия» Вс. Вишневского — Алексей
- 1983 — «Страх и отчаяние в Третьей империи» Б. Брехта — Штурмовик и Молодой рабочий
- 1986 — «Диктатура совести» М. Шатрова; постановка М. Захарова — Карбышев
- 1990 — «Школа для эмигрантов» — Серж
- 1992 — «…Sorry» А. Галина; постановка Г. Панфилова — Юрий Звонарёв
- 1995 — «Чешское фото» А. Галина; постановка А. Галина — Лев Зудин
- 2001 — «Шут Балакирев» Г. Горина; постановка М. Захарова — Меншиков
- 2004 — «Город миллионеров»; постановка Р. Самгина — Доменико Сориано

### Работы на телевидении
- 1969 — «Свеаборг» (телеспектакль) — эпизод, нет в титрах.
- 1970 — «Иван и Алтыншаш» (телеспектакль) — «Иван, киномеханик»
- 1970 — «Боян Чонос» (телеспектакль) — Коста-Лазар
- 1974 — «Пир во время чумы» (телеспектакль); постановка М. Захарова — Председатель Вальсингам
- 1976 — «В одном микрорайоне» (телеспектакль) — Валера Серёгин (в титрах — Караченцев)
- 1976 — «Волшебный фонарь» (телеспектакль) — Вдова, парижанин
- 1979 — Новогодний «Голубой огонёк» — ведущий (с Татьяной Судец)
- 1980 — Бенефис Татьяны Дорониной — Орфей, Цыган, Синдбад-мореход, Граф-жестянщик, Кай
- 1996 — «Любовь великих» (телеспектакль)
- 2001 — «Юнона и Авось» (фильм-спектакль) — граф Резанов
- 2002 — «Сладкий сон мой» (телеспектакль) — Викентий Витольдович Ларго
- 2002 — «Эти странные музеи» (ТВЦ) — ведущий

### Фильмография
| Год       |     | Название                                                                                   | Роль                                                    |
| --------- | --- | ------------------------------------------------------------------------------------------ | ------------------------------------------------------- |
| 1968      | тф  | …И снова май!                                                                              | Иван Шульга (в титрах — Караченцев; озвучил В. Буров)   |
| 1970      | мтф | Штрихи к портрету В. И. Ленина. Фильм 4-й «Коммуна ВХУТЕМАС»                               | художник-футурист (в титрах — Караченцев)               |
| 1970      | ф   | Красная площадь                                                                            | Работник райкома (в титрах — Караченцев)                |
| 1974      | мтф | Моя судьба                                                                                 | комсорг Валерий (в титрах — Караченцев)                 |
| 1974      | ф   | Одиножды один                                                                              | Анатолий Перфилов                                       |
| 1975      | тф  | Старший сын                                                                                | Владимир Петрович Бусыгин, студент                      |
| 1976      | ф   | Длинное, длинное дело                                                                      | Кирилл Иванович Строганов                               |
| 1976      | ф   | Сентиментальный роман                                                                      | брат Зои-большой                                        |
| 1976      | мтф | 12 стульев (4-я серия)                                                                     | актёр театра «Колумб», играющий Подколёсина             |
| 1976      | мтф | Солдаты свободы                                                                            | Сашка                                                   |
| 1977      | тф  | Собака на сене                                                                             | маркиз Рикардо                                          |
| 1977      | тф  | Миг удачи                                                                                  | журналист Фёдоров                                       |
| 1978      | ф   | Пока безумствует мечта                                                                     | Юрий Отвёрткин / Иван Пирамида                          |
| 1978      | ф   | Ярославна, королева Франции                                                                | Злат                                                    |
| 1978      | ф   | Короли и капуста                                                                           | Дикки Мелони                                            |
| 1978      | ф   | Ошибки юности                                                                              | Гена                                                    |
| 1979      | тф  | Этот фантастический мир. Выпуск 1. «Человек, который мог творить чудеса» (фильм-спектакль) | Имя персонажа не указано                                |
| 1979      | мтф | Приключения Электроника                                                                    | Урри, гангстер из банды Стампа                          |
| 1979      | тф  | Следствие ведут ЗнаТоКи. Подпасок с огурцом                                                | Ким Фалеев (в титрах — Караченцев)                      |
| 1979      | ф   | Соловей                                                                                    | Бруно Бартолетти                                        |
| 1979      | тф  | Шерлок Холмс и доктор Ватсон. Кровавая надпись                                             | Джефферсон Хопп                                         |
| 1980      | тф  | Благочестивая Марта                                                                        | Пастрана                                                |
| 1980      | ф   | Дамы приглашают кавалеров                                                                  | карточный шулер Валентин (в титрах — Караченцев)        |
| 1981      | ф   | Товарищ Иннокентий                                                                         | поп Гапон                                               |
| 1982      | мтф | Трест, который лопнул                                                                      | Джефферсон Питерс                                       |
| 1982      | мтф | Остров сокровищ                                                                            | пират Чёрный Пёс                                        |
| 1982      | тф  | Дом, который построил Свифт                                                                | лилипут Флим                                            |
| 1982      | ф   | Ослиная шкура                                                                              | разбойник Бурабо                                        |
| 1982      | тф  | Пространство для манёвра                                                                   | Алик Карелин                                            |
| 1983      | ф   | Белые росы                                                                                 | Васька Ходас                                            |
| 1983      | ф   | Детский сад                                                                                | вор Шпиль                                               |
| 1983      | ф   | Долгая дорога к себе                                                                       | Шурик                                                   |
| 1984      | ф   | Восемь дней надежды                                                                        | парторг Русанов                                         |
| 1984      | ф   | Маленькое одолжение                                                                        | Валентин Озерников                                      |
| 1984      | ф   | Прежде, чем расстаться                                                                     | Роберт Хэлмен                                           |
| 1984      | тф  | Вместе с Дунаевским (фильм-концерт на музыку И. Дунаевского)                               | камео («Чёрная стрелка»)                                |
| 1985      | мтф | Батальоны просят огня                                                                      | старший лейтенант Николай Орлов (в титрах — Караченцев) |
| 1985      | тф  | Голубые города (фильм-концерт на музыку А. Петрова)                                        | камео («Минуты тишины» и «Песня гёзов»)                 |
| 1985      | ф   | Витражных дел мастер (фильм-концерт, с песнями на стихи А. Вознесенского)                  | камео («Романс морских офицеров»)                       |
| 1985      | ф   | Воскресный папа                                                                            | певец по телевидению                                    |
| 1985      | ф   | Как стать счастливым                                                                       | Георгий Андреевич                                       |
| 1985      | ф   | Контракт века                                                                              | Николай Петрович Гусев                                  |
| 1985      | кор | Один за всех!                                                                              | актёр / дублёр                                          |
| 1985      | ф   | Сегодня и всегда                                                                           | Имя персонажа не указано                                |
| 1986      | ф   | Кто войдёт в последний вагон                                                               | женатый любовник Инны                                   |
| 1986      | тф  | Нужные люди                                                                                | концертмейстер                                          |
| 1986      | ф   | Что такое Ералаш? (фильм-концерт)                                                          | камео («Маятник» и «Кино, кино, кино»)                  |
| 1986      | ф   | Очная ставка                                                                               | Павел Алексеевич Смирнов                                |
| 1987      | ф   | Моонзунд                                                                                   | Александр Карлович фон Кнюпфер                          |
| 1987      | ф   | Человек с бульвара Капуцинов                                                               | Билли Кинг, ковбой                                      |
| 1987      | тф  | Среда обитания                                                                             | Олег Барабанщиков                                       |
| 1988      | ф   | Мисс миллионерша                                                                           | Геннадий Васильевич Коваль                              |
| 1988      | ф   | Раз, два — горе не беда!                                                                   | король Жан-Жан Заморский                                |
| 1989      | ф   | Светлая личность                                                                           | Егор Карлович Филюрин                                   |
| 1989      | ф   | Дежа вю                                                                                    | «Японец», одесский подручный Мика Нича                  |
| 1989      | ф   | Две стрелы. Детектив каменного века                                                        | человек Боя                                             |
| 1989      | ф   | Криминальный квартет                                                                       | Марат Муханов, майор милиции                            |
| 1990      | ф   | Ловушка для одинокого мужчины                                                              | Даниэль Корбан                                          |
| 1989      | ф   | Подземелье ведьм                                                                           | Жан Лемот                                               |
| 1991      | ф   | Дура                                                                                       | Камиль Севиньё                                          |
| 1991      | ф   | Женщина для всех                                                                           | Николай                                                 |
| 1991      | тф  | Кошечка                                                                                    | Сергей Александрович Пушка                              |
| 1991      | ф   | И чёрт с нами!                                                                             | актёр Николай Петрович (камео)                          |
| 1991      | ф   | Чокнутые                                                                                   | Родион Иванович Кирюхин                                 |
| 1991      | ф   | Гений                                                                                      | камео                                                   |
| 1992      | ф   | Удачи вам, господа!                                                                        | Владимир                                                |
| 1992      | ф   | Романс о поэте                                                                             | А. С. Пушкин, певец                                     |
| 1992      | ф   | Убийство в Саншайн-Менор                                                                   | Гарольд Спарроу                                         |
| 1993      | кор | А вот и я…                                                                                 | Имя персонажа не указано                                |
| 1993      | ф   | Танго на Дворцовой площади                                                                 | Сергей Петрович                                         |
| 1993      | ф   | Наш пострел везде поспел (The Nick of Time)                                                | Привалов                                                |
| 1994      | ф   | Простодушный                                                                               | Франсуа-Мари де Ришар                                   |
| 1994—1995 | с   | Петербургские тайны                                                                        | Сергей Антонович Ковров                                 |
| 1996      | мтф | Королева Марго                                                                             | Де Муи                                                  |
| 1998      | с   | Развязка Петербургских тайн                                                                | Сергей Антонович Ковров                                 |
| 1998      | ф   | Цирк сгорел, и клоуны разбежались                                                          | Николай Николаевич Худокормов                           |
| 1999      | с   | Д. Д. Д. Досье детектива Дубровского                                                       | Роман Романович Дубровский                              |
| 2000      | ф   | Тайны дворцовых переворотов. Фильм 1-й «Завещание императора»                              | Пётр I                                                  |
| 2000      | тф  | Игра в любовь                                                                              | Виталий Геннадьевич                                     |
| 2001      | с   | На углу, у Патриарших 2                                                                    | Родион Николаевич Марголин                              |
| 2001      | с   | Идеальная пара. Серия 8                                                                    | Георгий Иванович                                        |
| 2001      | ф   | Львиная доля                                                                               | капитан Резанов — «Ёжик»                                |
| 2001      | с   | Саломея                                                                                    | Пётр Григорьевич Бронин, отец Кати и Саломеи            |
| 2002      | ф   | Возбуждение                                                                                | Мартын                                                  |
| 2003      | ф   | Фото                                                                                       | Лев Зудин                                               |
| 2003      | тф  | Тартарен из Тараскона                                                                      | Совиньи, мнимый граф Безансон                           |
| 2003      | ф   | Колхоз интертейнмент                                                                       | Александр Иванович Карпов                               |
| 2004      | тф  | 32 декабря                                                                                 | дворник Петрович                                        |
| 2004      | ф   | Тайна «Волчьей пасти»                                                                      | полковник Думка                                         |
| 2004      | тф  | Па                                                                                         | Глеб Витальевич                                         |
| 2004      | ф   | Летучая мышь                                                                               | граф Орловский, племянник Иды и Адели                   |
| 2004      | с   | Счастье ты моё                                                                             | князь Пётр Андреевич Печерский                          |
| 2006      | мтф | Тихий Дон                                                                                  | Щеглов (роль озвучена другим актером)                   |
| 2014      | ф   | Белые росы. Возвращение                                                                    | Василий Фёдорович Ходас                                 |

### Дубляж и озвучивание фильмов
Николай Караченцов запомнился отечественному зрителю озвучиванием и дублированием фильмов с участием Жан-Поля Бельмондо, три из которых шли в советском прокате.
Фильмы с участием Жана-Поля Бельмондо:

| Год  |   | Название           | Роль |
| ---- | - | ------------------ | --- |
| 1962 | ф | Картуш             | Картуш (закадровый перевод НТВ+ по заказу НТВ, 1999 г.)                                                          |
| 1975 | ф | Страх над городом  | Лётелье (закадровый перевод НТВ+ по заказу НТВ, 1999 г.)                                                         |
| 1976 | ф | Частный детектив   | Роже Пиляр (закадровый перевод НТВ+ по заказу НТВ, 1999 г.)                                                      |
| 1976 | ф | Труп моего врага   | Франсуа Лёклер (закадровый перевод НТВ+ по заказу НТВ, 1999 г.)                                                  |
| 1977 | ф | Чудовище           | Мишель Гоше / Бруно Феррари (дублированный перевод, к/с им. Горького, 1978 г.)                                   |
| 1980 | ф | Игра в четыре руки | Александр Дюпре (закадровый перевод НТВ+ по заказу НТВ, 1999 г.)                                                 |
| 1981 | ф | Профессионал       | Жосслен Бомон (закадровый перевод НТВ+ по заказу НТВ, 1999 г.)                                                   |
| 1983 | ф | Вне закона         | Филипп Жордан (дублированный перевод, к/с им. Горького, 1991 г.; закадровый перевод НТВ+ по заказу НТВ, 1999 г.) |
| 1984 | ф | Весёлая Пасха      | Стефан Маржель (закадровый перевод НТВ+ по заказу НТВ, 1999 г.)                                                  |
| 1987 | ф | Одиночка           | Стан Голар (дублированный перевод, к/с им. Горького, 1989 г.)                                                    |

Другие фильмы:

| Год  |   | Название                                   | Роль                                                                |
| ---- | - | ------------------------------------------ | ------------------------------------------------------------------- |
| 1971 | ф | Оцеола                                     | Том (Жозеф Куарти)                                                  |
| 1977 | ф | Следователь Файяр по прозвищу Шериф        | следователь Файяр (Патрик Девер)                                    |
| 1978 | ф | Кто же миллиардер?                         | шеф гангстеров                                                      |
| 1979 | ф | Жил-был настройщик                         | Славик (роль Георгия Мартиросяна)                                   |
| 1980 | ф | Гонщик «Серебряной мечты»                  | Брюс МакБрайд (роль Бо Бриджеса)                                    |
| 1981 | ф | Приключения Тома Сойера и Гекльберри Финна | индеец Джо (роль Талгата Нигматулина)                               |
| 1988 | ф | Полёт птицы                                | Андрей Андреевич (роль Автандила Махарадзе)                         |
| 1991 | ф | Дом на песке                               | Гера (роль Юрия Астафьева)                                          |
| 1992 | ф | Гроза над Русью                            | князь Вяземский (роль Юрия Астафьева)                               |
| 1997 | ф | Дон Кихот возвращается                     | королевский сыщик (роль Николая Хаджиминева; в титрах — Караченцов) |

### Озвучивание мультфильмов
| Год  |    | Название                                                  | Роль                                        |
| ---- | -- | --------------------------------------------------------- | ------------------------------------------- |
| 1981 | мф | Пёс в сапогах                                             | Пёс                                         |
| 1981 | мф | Кот Котофеевич                                            | Волк                                        |
| 1981 | мф | Космические пришельцы                                     | специалист из «Группы контакта»             |
| 1982 | мф | Лиса Патрикеевна                                          | Волк                                        |
| 1982 | мф | Алиса в Зазеркалье (4 серия)                              | Белый Рыцарь                                |
| 1982 | мф | Каша из топора                                            | Солдат                                      |
| 1982 | мф | Закон племени                                             | От автора                                   |
| 1983 | мф | Космические пришельцы 2                                   | Голос из громкоговорителя/молодой космонавт |
| 1983 | мф | Как старик наседкой был                                   | Солдат                                      |
| 1983 | мф | Бюро находок (3 серия)                                    | Кот                                         |
| 1984 | мф | Контакты… конфликты (выпуски 1—4, 1984—1987)              | закадровое пение                            |
| 1985 | мф | Как передвинуть шкаф                                      | от автора (в титрах Н. Караченцев)          |
| 1985 | мф | Остров капитанов (выпуски 1—2)                            | капитан                                     |
| 1985 | мф | Полезные советы профессора Чайникова (выпуски 1—3)        | профессор Чайников                          |
| 1986 | мф | Сказка о глупом муже                                      | Муж                                         |
| 1986 | мф | Трое на острове                                           | пират Кошачий Зуб                           |
| 1988 | мф | Кот и клоун                                               | Кот                                         |
| 1988 | мф | Кошка, которая гуляла сама по себе                        | Конь                                        |
| 1988 | мф | Свирепый Бамбр                                            | Бамбр                                       |
| 1990 | мф | По следам Бамбра                                          | Бамбр                                       |
| 1991 | мф | Ловушка для Бамбра                                        | Бамбр                                       |
| 1994 | мф | Сокровища под горой                                       | Гэндальф (мультфильм не был закончен)       |
| 1994 | мф | Бояка мухи не обидит. Выпуск 3. Будь здоров, Бояка        | доктор Волк, санитар леса                   |
| 1994 | мф | Бояка мухи не обидит. Выпуск 4. Сердце в пятках           | доктор Волк, санитар леса                   |
| 1995 | мф | Бояка мухи не обидит. Выпуск 5. Страшней Бояки зверя нет  | доктор Волк, санитар леса                   |
| 1995 | мф | Бояка мухи не обидит. Выпуск 6. Сегодня снова понедельник | доктор Волк, санитар леса                   |
| 2000 | мф | Звериные войны (мультфильм)                               | Бешеный Джон, пёс                           |
| 2005 | мф | Мелодии московских бульваров (мультфильм)                 | закадровое пение                            |

### Аудиопостановки
Роли
- «Кот в сапогах» Ш. Перро (1968) — Младший брат
- «Казаки» Л. Толстого (1975) — Лукашка
- «Тревожный месяц вересень» В. Смирнова (1976) — Иван Капелюх
- «Душной ночью в Каролине» Д. Болла (1978) — Ральф
- «По ту сторону» В. Кина (1979) — Матвеев
- «Милиционер Иван Лапшин» Ю. Германа (1979) — Алексей Жмакин
- «Оливер Твист» Ч. Диккенса (1979) — Мистер Сайкс
- «Пер Гюнт» Г. Ибсена (1983) — Пер Гюнт
- Из «Дневников Адама и Евы» М. Твена (1986) — Адам
- «Санта Круз» М. Фриша — Пелегрин
- «Пикник на обочине» А. и Б. Стругацких (1990) — Рэдрик Шухарт (Рыжий)
- «Грамматика бессонницы» (2003) — Борис Пастернак
- «Эзоп» Г. Фигейреду (2005) — Эзоп

Эпизоды
- «Кому пожимают руку» В. Санина и З. Юрьева (1976) — Миша Сыч
- «В стране музыкальных волшебников» (1976) — Ритм (вокал)
- «Поединок» А. Куприна (1977) — Пётр Фаддеевич Бобетинский
- оперетта «Бабий бунт» Е. Птичкина по М. Шолохову (1979) — Сёмка
- «Иван» В. Богомолова — чтец
- «Ромео и Джульетта» У. Шекспира (1985) — Тибальт
- «Питер Пэн» Д. Барри — Капитан Крюк
- рок-опера «Белая ворона» Г. Татарченко и Ю. Рыбчинского (1990) — Шут, дьявол

Аудиокниги
- «Что я наделал?» Ш. Андерсона (1986)
- «Подвиги Геракла» из цикла «Легенды и мифы Древней Греции»
- «10 рассказов» О. Генри
- «Любимые стихи» из цикла «Европейские баллады»: В. Скотт «Беверлей», Н. Гумилёв «Баллада», Н. Гумилёв «Юный маг в пурпуровом хитоне», Р. Л. Стивенсон «Вересковый мёд», Р. Бёрнс «Джон — Ячменное зерно»
- «Всё лето в один день» Р. Брэдбери
- «Запах сарсапарели» Р. Брэдбери
- «Юбилей» А. Чехова

### Песни, исполненные Николаем Караченцовым
За 40 лет своей актёрской и музыкальной деятельности артист исполнил более 200 песен. В кино актёр впервые запел в фильме «Собака на сене», благодаря Геннадию Гладкову. Основными композиторами в творчестве Караченцова, с которыми артист сотрудничал постоянно и на протяжении многих лет, являются — Максим Дунаевский, Елена Суржикова, Владимир Быстряков и Рустам Неврединов. Дунаевский помог Караченцову по-настоящему постичь профессию певца, научил его петь правильно. В 1987 году Караченцов был одним из первых артистов в СССР, на чьи песни стали сниматься отечественные музыкальные клипы. Песни Дунаевского артист исполнял в известных кинокартинах «Трест, который лопнул», «Маленькое одолжение», «Опасно для жизни!», «Светлая личность», «И чёрт с нами!», а в 1994 году записал сольный альбом «Моя маленькая леди», в который вошло 10 композиций Максима Дунаевского на стихи поэта Ильи Резника. С киевским композитором Владимиром Быстряковым актёр тесно сотрудничал, в течение восьми лет работал над музыкально-поэтическим циклом «Дорога к Пушкину». Кроме этого, он спел такие песни Быстрякова, как «Леди Гамильтон», «Ехать — значит ехать…», «Юбилей» и др. Караченцов активно работал также с композитором и поэтессой Еленой Суржиковой, которая как никто сумела передать в своих песнях переживания актёра. Её песни в исполнении Николая Петровича («Звёзды сошли с небес…», «Я не солгу!», «Казино», «Высший пилотаж» и др.) стали известными хитами. Одна из самых любимых песен Николая Караченцова —— «Звёзды сошли с небес…». Это песня-исповедь, которую он записал в июле 2004 года, незадолго до аварии. Супруга актёра Людмила Поргина считает эту песню пророческой, она охарактеризовала эту композицию как «гимн Колиному возвращению!». Именно поэтому первая строчка из песни «Звёзды сошли с небес…» стала названием концерта в театре «Ленком», посвящённого 70-летию Николая Караченцова, а в 2007 году было принято решение дать название этой песни концерту-презентации, посвящённому выходу «Антологии песен Николая Караченцова» — практически полного собрания записей актёра за все годы творческой жизни. Композитор Рустам Неврединов написал специально для актёра композиции «Мой поезд ещё не ушёл» и «Судьба актёрская», а затем — с благословения Патриархии молитву «Архангел Михаил», которую Николай Караченцов исполнил со сцены Кремлёвского Дворца съездов с хором Министерства обороны 19 марта 2004 года Николай Караченцов был удостоен премии «Шансон года» за исполнение в дуэте с певицей Галиной Журавлёвой песни «Дни сентября» (муз. Рустама Неврединова, сл. Елены Голубенковой).

### Дискография

#### Виниловые пластинки фирмы «Мелодия»
- 1985 — «Кленовый лист»
- 1985 — «Дедушкин сундук»
- 1987 — «Что тебе подарить?»[145]
- 1988 — «Солнечные пятна»
- 1989 — «Дорога к Пушкину»[146][147]

#### Компакт-диски
- 1994 — «Предчувствие любви»
- 1996 — «Сны и были Николая Караченцова»
- 1996 — «Моя маленькая леди»
- 1998 — «Высший пилотаж. Николай Караченцов представляет песни Елены Суржиковой»[148][149]
- 2001 — «Актёр и песня» (сборник)
- 2004 — «Я вспоминаю о тебе…» (сборник)
- 2007 — «Антология Николая Караченцова» (12 компакт-дисков)
- 2008 — THE BEST, часть первая «ЧТО ТЕБЕ ПОДАРИТЬ?»
- 2008 — THE BEST, часть вторая «ЗВЁЗДЫ СОШЛИ С НЕБЕС…»
- 2008 — «Я не солгу! Николай Караченцов представляет песни Елены Суржиковой»
- 2008 — «Исповедь. Николай Караченцов представляет песни Рустама Неврединова»
- 2011 — «Давай поговорим»
- 2014 — «Лучшее и Неизданное» (2 компакт-диска)[67][150]

## Признание и награды
- Орден «За заслуги перед Отечеством» IV степени (13 октября 2009 года) — за большой вклад в развитие отечественного театрального и кинематографического искусства[151][152].
- Орден Почёта (25 августа 1997 года) — за большие заслуги в развитии театрального искусства[153].
- Почётное звание «Народный артист РСФСР» (26 мая 1989 года) — за большие заслуги в области советского искусства[154].
- Почётное звание «Заслуженный артист РСФСР» (23 декабря 1977 года) — за заслуги в области советского театрального искусства[155].
- Благодарность Президента Российской Федерации (28 января 2002 года) — за высокое профессиональное мастерство и многолетнюю работу в Московском театре «Ленком»[156].
- Государственная премия Российской Федерации в области литературы и искусства 2002 года (5 июня 2003 года) — за спектакль Московского театра «Ленком» «Шут Балакирев»[157].
- Медаль имени Михаила Чехова (2009 год, Дом русского зарубежья имени Александра Солженицына)
- Национальная премия «Россиянин года» (2004) в номинации «Звезда России»[158].
- Приз «Лучшая мужская роль» на кинофестивале «Бригантина» за фильм «Львиная доля» (2002).
- Лауреат премии «Шансон года» за исполнение в дуэте с певицей Галиной Журавлёвой песни «Дни сентября» (муз. Рустама Неврединова, сл. Елены Голубенковой) (2004)[134].
- Благодарность «За выдающиеся творческие достижения в сфере музыкального театра» Национального фестиваля «Музыкальное сердце театра» (2006)
- Лауреат Российской национальной актёрской премии имени Андрея Миронова «Фигаро» (2011)[159].
- Лауреат премии Владимира Высоцкого «Своя колея» (2005)
- Лауреат премии «Музей шансона» за вклад в развитие жанра (5 июня 2015)[73][74].
- Золотой орден «Служение искусству» (12 октября 2016)[54][67][75][160].
- В 2000 году в честь Н. П. Караченцова назван астероид (6683) Караченцов, открытый в 1976 году советским астрономом Н. С. Черных.

Портрет Николая Караченцова изображён на монете достоинством в 1 новозеландский доллар, посвящённой рок-опере «Юнона и Авось».